# Schillereiche (Braunschweig)

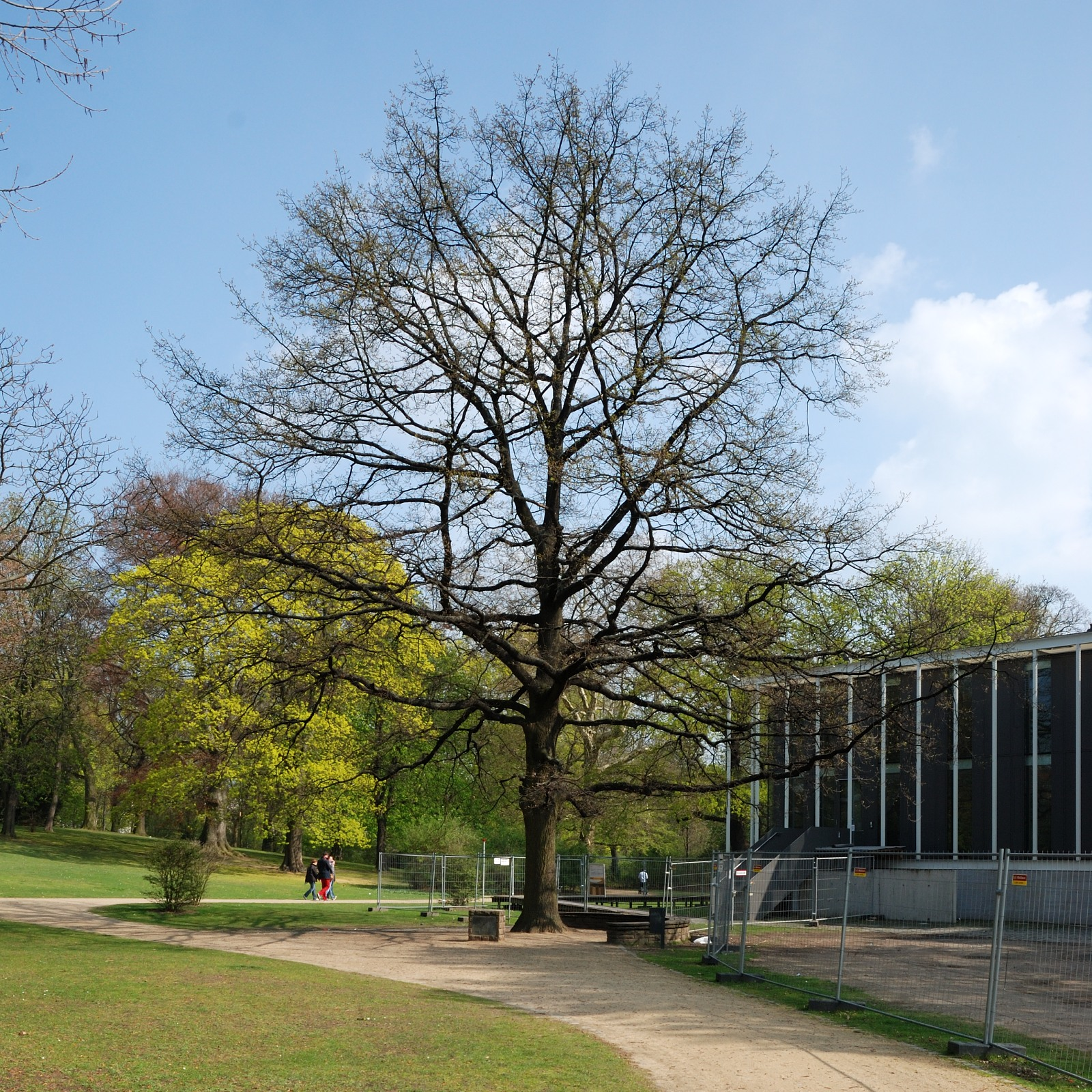
Die Schillereiche im Frühjahr 2014

Die Schillereiche in Braunschweig wurde zum Gedenken an den deutschen Dichter Friedrich von Schiller (1759–1805) gepflanzt. Sie befindet sich im Museumpark und wurde 1959 als Ersatz für die Schillereiche auf dem Ägidienmarkt gepflanzt. Nach seiner Art gehört der Baum zu den Stieleichen (Quercus robur). Er hat eine Baumhöhe von 21 Metern, einen Stammumfang von 229 Zentimetern und einen Kronendurchmesser von 19 Metern. Um die Schillereiche wurde eine ringförmige flache Mauer errichtet. Schillers Werke wurden im 19. Jahrhundert regelmäßig und häufig am Herzoglichen Opernhaus am Hagenmarkt und nach 1861 im heutigen Staatstheater Braunschweig aufgeführt.

## Geschichte

### Erste Eiche
Die ursprüngliche Schillereiche wurde am 14. Mai 1905 zum 100. Todestag des Dichters auf einer dreieckigen Verkehrsinsel auf dem Ägidienmarkt gepflanzt. Sie hatte eine Höhe von  fast fünf Metern. Während des Festaktes wurde der Ägidienmarkt mit Girlanden und Fahnen geschmückt. Bei der Feier spielte die Husarenkapelle und ein Chor aus Schülern sang den ersten Vers des Liedes Freude, schöner Götterfunken. Der Oberlehrer Hans Martin Schulz hielt eine Gedächtnisrede, in der er Schillers Kraft in der Poesie und die Kraft des Willens zu höheren Zielen hervorhob. Oberbürgermeister Hugo Retemeyer hielt in seiner Ansprache u. a. die Worte: „Nahe an der Stätte, wo ein anderer Geistesheros aus der Welt schied, wollen wir ein Erinnerungszeichen errichten, das künftigen Geschlechtern künden soll, wie unsere Zeit den Namen des großen Toten ihre Ehrfurcht bezeugt hat.“ Dabei erinnerte er gleichzeitig an Gotthold Ephraim Lessing (1729–1781), der am 15. Februar 1781 im Ägidienkeller verstorben war. Zum Gedenken an Schillers Todestag fanden auch Feiern in Brünings Saalbau am Damm, in Wilhelmsgarten und im Konzerthaus in der heutigen Böcklerstraße statt.
Die Schillereiche wurde häufig als Treffpunkt für Erinnerungsveranstaltungen und Dichterlesungen genutzt. Nach dem Ende des Zweiten Weltkrieges, den die Schillereiche im Gegensatz zur stark zerstörten Braunschweiger Innenstadt unbeschadet überstanden hatte, wurde sie auf Beschluss des Rates am 23. Oktober 1959 gefällt, um im Rahmen des Wiederaufbaus der Stadt und der Neuanlage des Braunschweiger Hauptbahnhofes unter der Maxime der „autogerechten Stadt“, Platz für eine neue Straßenschneise zwischen Stobenstraße und Auguststraße zu machen.

### Zweite Eiche

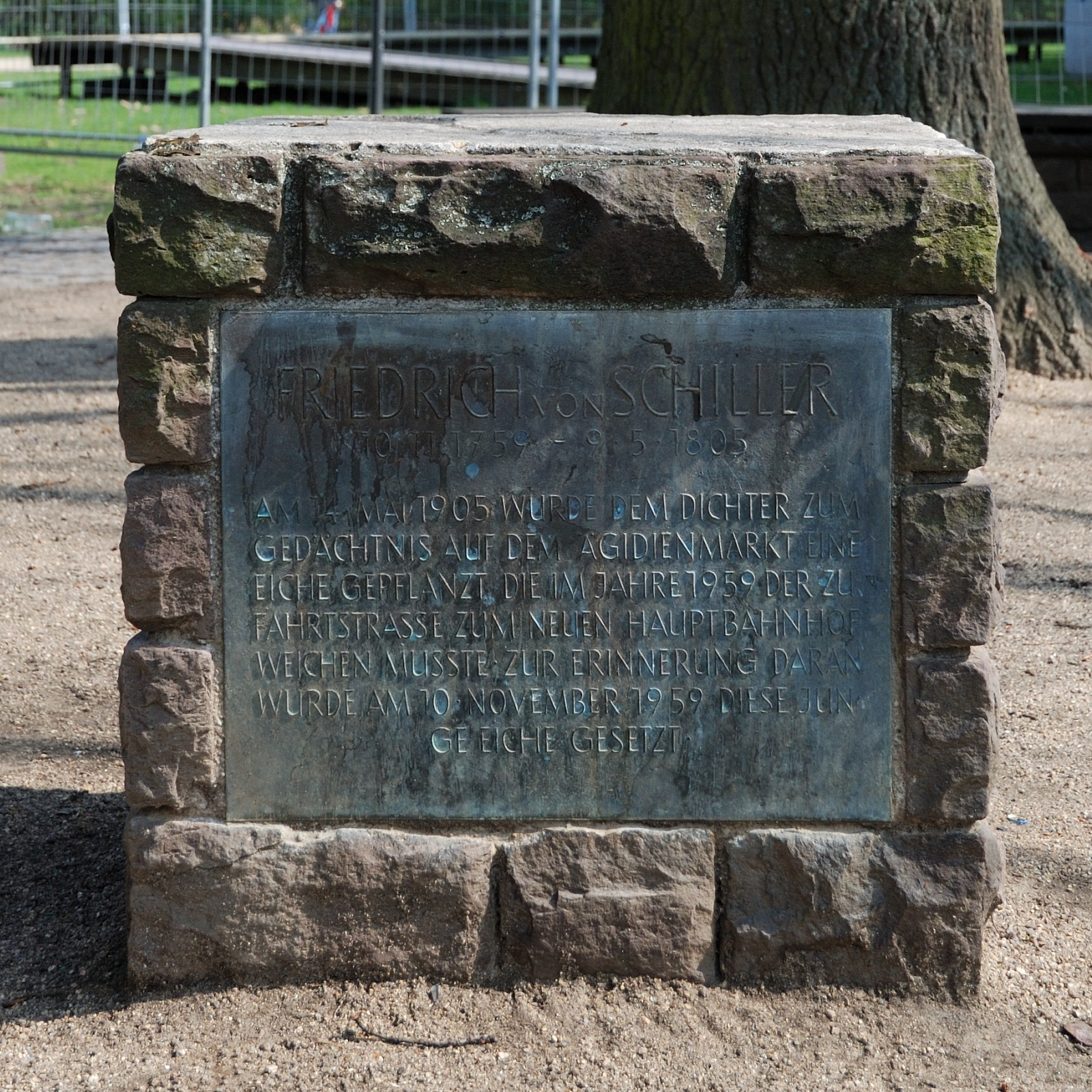
Die Bronzetafel an der Schillereiche

Am 10. November 1959 zum 200. Geburtstag Schillers wurde eine zweite Eiche gepflanzt. Der junge Baum stammte aus dem Querumer Forst und wurde im südwestlichen Teil des Museumparks unter Anwesenheit der Oberbürgermeisterin Martha Fuchs (1892–1966) und des Oberstadtdirektors Erich Walter Lotz (1895–1966) gepflanzt. Auch eine Bronzetafel mit dem Namen, dem Geburts- und Sterbedatum wurde angebracht. Ferner findet sich die Inschrift: „Am 14. Mai 1905 wurde dem Dichter zum Gedächtnis auf dem Ägidienmarkt eine Eiche gepflanzt die im Jahr 1959 der Zufahrtstrasse zum neuen Hauptbahnhof weichen musste. Zur Erinnerung daran wurde am 10. November 1959 diese junge Eiche gesetzt.“
Während der Bauarbeiten am Herzog Anton Ulrich-Museum wurde auch eine neue Rundbank mit größerem Durchmesser an der Schillereiche aufgestellt.